# Negotinthia efetovi
Negotinthia efetovi (лат.) — вид бабочек из семейства стеклянниц (Sesiidae). Эндемик Крыма.

## Распространение
Крым, Белогорск, Сары Кая, 45°06.03´с.ш., 034°33.06´в.д., 245 м, ксеротермнные травянистые степи.

## Описание
Мелкие бабочки с полупрозрачными крыльями. Длина тела около 1 см, размах крыльев до 2 см. Самцы: размах крыльев 13,5–22,0 мм, длина тела 6,8–9,4 мм, длина переднего крыла 6,0–10,1 мм, усики 3,5–5,0 мм. Самки: размах крыльев 14,4–20,2 мм, длина тела 6,8–10,0 мм, длина переднего крыла 6,5–9,0 мм, усики 3,4–4,8 мм. Брюшко с узкими желтоватыми полосками. Мезоторакс с двумя мелкими жёлтыми пятнами; торакс латерально без крупных жёлтых пятен у основания передних крыльев; базальный тергит полностью чёрный с зеленовато-бронзовым отблеском; брюшко вентрально полностью чёрное с зеленовато-бронзовым отблеском; анальный пучок волосков с оранжевыми чешуйками по краю. Гусеницы питаются на корнях лапчатки Potentilla pedata (семейства Розовые, Rosaceae).
Вид был впервые описан в 2019 году российским энтомологом Олегом Горбуновым (Институт проблем экологии и эволюции им. А. Н. Северцова РАН) и сходен с Negotinthia hoplisiformis (Mann, 1864).

## Этимология
Вид был назван в честь энтомолога и иммунолога Константина Александровича Ефетова, профессора Крымского государственного медицинского университета (Симферополь).